# Hòa Phong, Hòa Vang
Hòa Phong là một xã thuộc huyện Hòa Vang, thành phố Đà Nẵng, Việt Nam.
Xã Hòa Phong có diện tích 18,54 km², dân số năm 2018 là 16.606 người, mật độ dân số đạt 896 người/km².

## Vị trí địa lý
Xã Hòa Phong là nơi đặt Trung tâm hành chính huyện Hòa Vang.
Phía đông giáp xã Hòa Tiến
Phía nam giáp xã Hòa Khương
Phía bắc giáp xã Hòa Nhơn
Phía tây giáp xã Hòa Phú, có Quốc lộ 14B, Tuyến đường 14G, tuyến đường ADB 5 chạy qua.

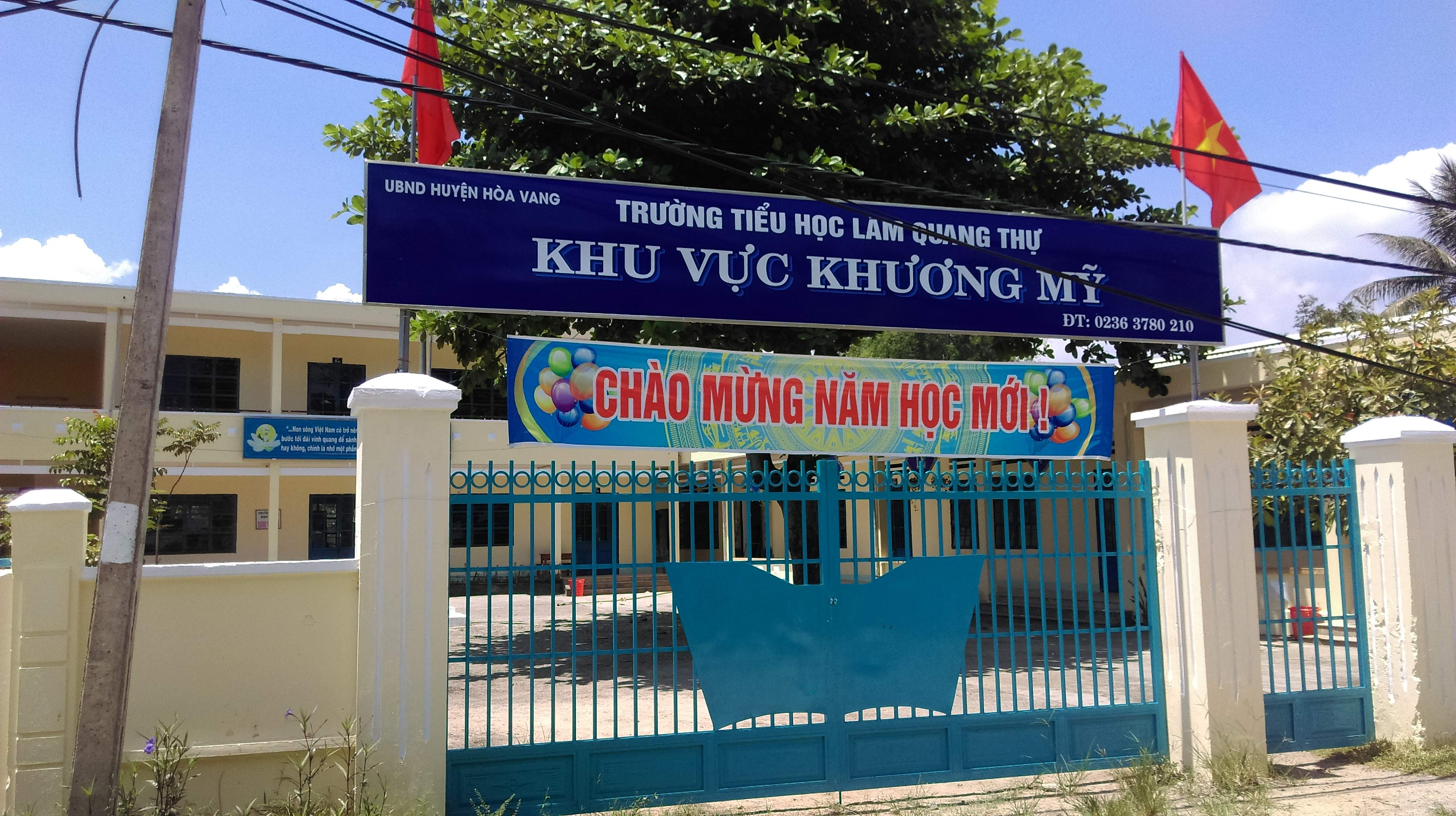
Trường Tiểu học Lâm Quang Thự khu vực Khương Mỹ

## Lịch sử
Năm 1981, một phần diện tích và dân số của xã Hòa Phong lúc này thuộc huyện Hòa Vang, tỉnh Quảng Nam-Đà Nẵng được tách ra để thành lập xã Hòa Phú.

## Đặc điểm
Xã Hòa Phong có diện tích tự nhiên hơn 18,59 km², dân số là 16.259 người gồm 4.140 hộ, trong đó có hơn 70% hộ sản xuất nông nghiệp. Toàn xã có 15 thôn, 91 tổ. Là xã có nhiều gia đình chính sách: 578 liệt sĩ, gần 500 thương binh, bệnh binh và 118 Bà mẹ Việt Nam Anh hùng. Đảng bộ có 22 Chi bộ trực thuộc (15 Chi bộ Thôn, 4 Chi bộ Trường học, 1 chi bộ Trạm Y tế, 1 Chi bộ Cơ quan, 1 Chi bộ Quân sự) với hơn 400 đảng viên.
Hòa Phong là xã có bề dày truyền thống văn hóa: có trường Tiểu học An Phước trên 100 năm, hai di tích đình làng Túy Loan và Bồ Bản được công nhận Di tích cấp Quốc gia. Có chợ Túy Loan hình thành hơn 100 năm là nơi giao lưu, buôn bán sầm uất. Trong kháng chiến chống Pháp và chống Mỹ, Hòa Phong là căn cứ cách mạng bị địch đánh phá ác liệt. Nhưng với tinh thần “mỗi thôn xóm là một pháo đài, mỗi người dân là một chiến sĩ”, cán bộ và nhân dân xã Hòa Phong đã chiến đấu anh dũng và lập được nhiều chiến công. Với những thành tích đó Hòa Phong đã được Nhà nước phong tặng danh hiệu Anh hùng lực lượng vũ trang nhân dân.
Phát huy truyền thống cách mạng, cán bộ, đảng viên và nhân dân Hòa Phong không ngừng nỗ lực đẩy mạnh phát triển kinh tế, với nhiều mô hình sản xuất, chăn nuôi, kinh doanh, buôn bán có hiệu quả, đời sống nhân dân ngày càng được nâng lên. Tốc độ tăng trưởng hằng năm bình quân 15%, cơ cấu kinh tế chuyển dần sang Thương mại Dịch vụ - Nông nghiệp - Ngành nghề Tiểu thủ công nghiệp. Thu nhập bình quân đầu người từ 9,5 triệu năm 2008 đến năm 2013 là 20,5 triệu. Từng bước giải quyết tốt các vấn đề an sinh xã hội, xóa 100% nhà tạm cho hộ nghèo, hộ chính sách, xóa 100% hộ nghèo theo chuẩn cũ. Chất lượng giáo dục ngày được nâng lên, tỷ lệ học sinh tốt nghiệp, học sinh giỏi đạt giải các cấp, đỗ đại học ngày càng tăng (2011, 2012, 2013 là xã dẫn đầu toàn huyện về học sinh đỗ đại học). Thực hiện tốt chương trình quốc gia về y tế. Các hoạt động văn hóa văn nghệ - thể dục thể thao được đẩy mạnh, cơ sở vật chất nhà văn hóa, các di tích văn hóa lịch sử được quan tâm đầu tư, tôn tạo. Tình hình an ninh chính trị, trật tự an toàn xã hội được giữ vững và ổn định. Hệ thống chính trị từ xã đến thôn luôn đổi mới và nâng cao chất lượng hoạt động, giữ vững đơn vị trong sạch vững mạnh.